# Яяті

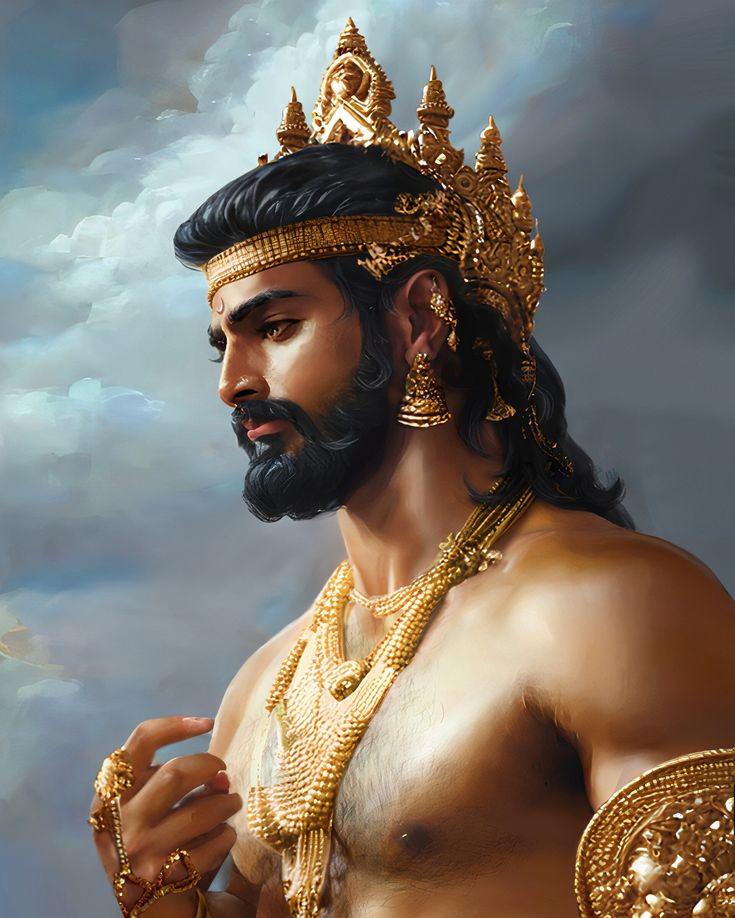
Яяті

Яяті - «Лицемір», п'ятий цар Місячної династії. Від його старшого сина Яду, що не погодився поступитися батькові своєю молодістю, пішов рід Ядавів (де народився Крішна Джанардана), але від праведного Пуру, що погодився - рід Пауравів, тобто Пандавів і Кауравів.